# 약한 자여 그대 이름은 남자다
"약한 자여 그대 이름은 남자다"는 한국에서 제작된 권철휘 감독의 1959년 영화이다. 성소민 등이 주연으로 출연하였다.

## 출연

### 주연
- 성소민
- 김미선
- 이경희

## 기타
- 조명: 김영달
- 미술: 임명선